# Интернет-активизм
Интернет-активизм (также известный как информационно-пропагандистская работа, киберактивность, электронная агитация и электронная активность) представляет собой использование электронных технологий связи, таких как электронная почта, «Всемирная паутина» и подкастов для различных форм активности, чтобы обеспечить скорейшее оповещение об активности граждан и представление отдельной информации широкой аудитории в мире.
Интернет-технологии используются для сбора средств на благотворительность, создания сообществ, лоббирования и организации.

## Типы
Автор Шандор Вег делит онлайн-активизм на три основные категории: осведомлённость/пропаганда, организация/мобилизация и действие/реакция.
Интернет является одним из ключевых ресурсов для независимых активистов или электронных активистов, особенно тех, чьи сообщения могут противоречить главной линии. «Особенно, когда происходит серьёзное нарушение прав человека, Интернет играет важную роль в обличении злодеяний внешнему миру». Списки рассылок, такие как BurmaNet, Freedom News Group, помогают распространять новости, которые иначе были бы недоступны в данных странах.
Активисты также распространяют электронные петиции для отправки в государственные, общественные и частные организации. Это делается в знак протеста или для призыва к каким-либо положительным изменениям в политике в различных областях: от торговли оружием до тестирования косметики и медицинских препаратов на животных. Многие некоммерческие и благотворительные организации используют эти методы, посылая по электронной почте петиции тем, кто находится в их списках, так как подписались на данную рассылку. Интернет также даёт возможность общественным организациям общаться с людьми без существенных затрат средств и времени. Собрания и протесты могут быть организованы при участии организаторов и участников. Рассылка сообщений по электронной почте облегчает лоббирование за счёт массовости рассылки при небольших затратах. Концепция С. Вея «организации/мобилизации», например, может относиться к деятельности, происходящей исключительно в онлайн-режиме, происходящей исключительно офлайн, но организованной в Интернете, или сочетание онлайн и офлайн. Наиболее распространённые сайты социальных сетей (в основном Facebook) также предоставляют их пользователям различные инструменты для электронного активизма.
Кроме того, DOS-атаки, захваты сайтов и вандализм, загрузки вредоносных программ и бомбардировка электронной почты (массовая рассылка писем на один электронный адрес) также являются примерами интернет-активности. Другие примеры такого рода «прямого действия» см. в статье «Хактивизм».

## Примеры активности на раннем этапе
Один из самых известных примеров использования Интернета в качестве средства активности на раннем этапе был связан с MarketPlace компании Lotus. 10 апреля 1990 года Lotus представил разработку маркетинговой базы данных для прямой рассылки, которая содержала имя, адрес и типичные статьи расходов 120 млн отдельных граждан США. Хотя такого рода информация уже была доступна ранее, защитников частной жизни беспокоило появление единой сводной базы данных с ней. Кроме того, эти данные могли записываться на компакт-диск и храниться до выпуска нового компакт-диска.
В ответ на это началась кампания рассылки по электронной почте и через электронные доски объявлений информации о контактах Lotus и шаблонов заявлений. Компьютерный профессионал из Новой Англии Ларри Зайлер опубликовал сообщение, которое было распространено через конференции и электронную почту: «Там будет содержаться МНОГО личной информации о ВАС, и её каждый сможет получить, просто купив диск. Мне кажется (и многим другим тоже), что это будет немного чересчур в духе Большого Брата. Было бы неплохо убраться оттуда, пока ещё есть время». Более 30 тысяч человек обратились в Lotus с просьбой исключить их имена из базы данных. 23 января 1991 года Lotus объявил о закрытии проекта MarketPlace.
В 1993 году в журнале The Nation была опубликована обзорная статья об онлайн-активизме по всему миру, от Хорватии до Соединённых Штатов, в которой отдельные активисты рассказывали о своих проектах и взглядах.
Самым ранним примером массового пользования электронной почтой как зачаточной формой DDoS является случай, произошедший в День Гая Фокса в 1994 году. Тогда британская оппозиция начала бомбардировку электронной почты кабинета Джона Мейджора и серверов Парламента Великобритании в знак протеста против закона о криминальной юстиции, запрещающего открытые рэйв-фестивали и «музыку с повторяющимся ударным ритмом».
В 1995—1998 годах журнал «Z» при посредстве «Онлайн-Университета Левых» предлагал онлайновые курсы по теме «Использование сети Интернет для электронного активизма».
Практика кибердиссидентства и активизма как такового в его современной форме была открыта доктором Даниэлом Менгара, учёным и общественным деятелем из Габона, живущим в политической эмиграции в Нью-Джерси, США. В 1998 году он создал сайт на французском языке под названием Bongo Must Go («Бонго должен уйти»), что явно указывает на его цель: призыв к революции против 29-летнего режима Омара Бонго в Габоне. Оригинальный URL, http://www.globalwebco.net/bdp/, начал перенаправлять на http://www.bdpgabon.org в 2000 году. Эта попытка сплотить габонцев вокруг революционных идеалов и действий предварила то, что позднее стало ходовой практикой в политической блогосфере и в конечном счёте было продемонстрировано революциями в Тунисе и Египте в 2011 году Интернет оказался эффективным инструментом для стимулирования критики, успешных выступлений против диктаторов. В июле 2003 года «Amnesty International» сообщила об аресте пяти габонцев, известных как члены кибердиссидентской группы Bongo Doit Partir. Пятеро из них были задержаны на три месяца.
Другой известный пример ранней активности в Интернете был в 1998 году, когда мексиканская повстанческая группировка EZLN использовала децентрализованные средства коммуникации, такие как сотовые телефоны, для создания развитой сети активистов по всему миру и содействия в создании антиглобалистской группы Peoples Global Action (PGA) в оппозицию Всемирной торговой организации (ВТО) в Женеве. PGA продолжала призывать ко «всеобщим дням акций» и таким образом заручаться поддержкой других антиглобалистских групп.
Позже была создана всемирная сеть активистских интернет-сайтов, под общим именем Indymedia, «с целью освещения протестов против ВТО в Сиэтле» в 1999 году. Дороти Кидд процитировала Шери Херндон в июле 2001 в телефонном интервью по поводу роли Интернета в акциях против ВТО: «Было удачное время, было пространство, была создана платформа с использованием интернета, мы могли действовать в обход медийных корпораций, мы использовали открытые публикации, мы использовали мультимедийные платформы. Такого раньше не было, и так было положено начало антиглобалистскому движению в Соединённых Штатах».
В 1999 году правительство Великобритании ввело новый налог на заработную плату для мелких предпринимателей, так называемый IR35, привёдший к значительному росту налогообложения индивидуальных предприятий. Для организации кампании противодействия ему была создана одна из первых интернет-ассоциаций предпринимателей. В первые недели через интернет было собрано £100 000 частных взносов — от людей, которые никогда даже не встречались. Два года спустя организация, оформившаяся как Professional Contractors Group и представлявшая также интересы британских подрядных работников и фрилансеров, объединяла 14000 членов, со вступительным взносом £100 каждый. Ассоциация направила первую в истории интернет-петицию в парламент, а также, используя свою базу контактов, организовала один из первых флэшмобов — ко всеобщему удивлению, тысячи пришли на их зов, чтобы оказать давление на парламент. Позже ассоциация собрала полмиллиона фунтов на поддержку обращения в Верховный суд с целью оспорить налог. Обращение оказалось безуспешным, хотя некоторых уступок всё же удалось добиться. Филипп Росс, первый директор по внешним связям ассоциации, написал книгу об истории кампании — «Свободу фрилансу».
Voter March, пропагандистская интернет-группа, основанная в ноябре 2000 года, была создана в ответ на нарушения при пересчёте голосов во Флориде на президентских выборах 2000 года. Более 10 тыс. человек были подписаны на рассылку Voter March или состояли в её сообществах в Yahoo. 10 марта 2001 года Лу Познер, основатель Voter March, был пленарным докладчиком на конференции «Использование Интернета широкими массами» в Йельском университете.

## Политический активизм и активизм корпораций в Интернете

### Расширение возможностей участия масс в политической жизни
Кэрол Дарр, директор Института политики, демократии и интернета при Университете Джорджа Вашингтона, обсуждая Президентские выборы в США 2004-го года, сказал следующее о кандидатах, которым использование интернета помогло привлечь сторонников: «Они все — харизматичные, „мятежные“ индивидуалисты. Учитывая, что интернет подразумевает интерактивность и конструктивные действия со стороны пользователей в отличие от пассивного восприятия зрителями телевизионных программ, неудивительно, что кандидату приходится всегда быть готовым к взаимодействию с людьми».
Появился более децентрализованный подход к проведению предвыборной кампании, в противоположность господствовавшему ранее способу её организации, при котором осуществлялся контроль над сообщаемой информацией по принципу «сверху вниз». «„Всегда инициируйте сообщение сами, следите за его последовательностью и непротиворечивостью“ — такой девиз был раньше у кандидатов, — говорит Джон Хлинко, участник интернет-кампаний, проводимых организацией MoveOn, и внутрипартийной избирательной кампании Уэсли Кларка. — Всё это было действенным в прошлом. Сейчас же — это путь в никуда… Вы можете выбрать негибкую структуру в духе сталинизма, которая абсолютно не принимает во внимание широкие массы. Или вы можете сказать общественности: „Вперёд! Делайте то, что считаете нужным“. И так как пока мы всё ещё тяготеем к первому варианту, нужно стремиться дать людям больше свободы».
«Интернет словно создан для революционных движений широких масс», — говорит Джо Триппи, менеджер кандидата в президенты Говарда Дина. В своей книге «Революцию не покажут по телевизору» Триппи отмечает:
«Тот факт, что „предшественницей“ интернета являлась сеть ARPAnet с открытым исходным кодом, а также существование хакерской культуры (которая подразумевает необходимость делиться своими достижениями, создавая свободные и/или открытые программы) и децентрализованной архитектуры сети мешают кандидатам и организациям, связанным с правящими кругами, контролировать Глобальную паутину. А правящие, влиятельные круги ненавидят то, что они не могут контролировать. Эта „независимость“ присуща интернету изначально, и интернет-сообщество превыше всего ценит отсутствие у себя той вялости и монотонности, которые свойственны американскому бизнесу и культуре. Прогрессивные кандидаты и компании, нацеленные на перспективу, выигрывают, используя интернет для своих целей. Телевидение по своей сути — „ностальгический“ канал передачи информации. Посмотрите на рекламные ролики времён предвыборной кампании Рональда Рейгана в 1980-х — это были „шедевры ностальгии“, полные обещаний вернуться к былому процветанию и величию Америки. Интернет, напротив, более прогрессивный канал коммуникации, который способствует изменениям и раздвигает границы возможного в сфере технологий и коммуникации».
По мнению некоторых экспертов, интернет несёт в себе серьёзный потенциал установления контакта с лидерами мнений, которые способны оказывать влияние на взгляды и поведение других людей. По данным Института политики, демократии и интернета, «вероятность того, что так называемые „сетевые политические граждане“ выступят в качестве лидеров мнений среди своих друзей, родственников и коллег, в семь раз выше, чем у среднестатистических граждан. Как правило, 10 процентов американских граждан относятся к „влиятельным людям“ в тех кругах, в которых они вращаются. Наше исследование показало, что среди „сетевых политических граждан“ 69 процентов являются лидерами мнений».
С помощью интернета мелким спонсорам стало гораздо проще подключиться к финансированию политических кампаний. Ранее организация сбора средств от мелких спонсоров была слишком дорогостоящей, так как затраты на печать материалов и почтовые расходы «съедали» большую часть собранных денег. Однако группы наподобие MoveOn обнаружили, что они могут собирать большие суммы денег от мелких доноров с минимальными расходами, при этом самые большие расходы, которые они понесут, — это комиссионные за совершение транзакций по кредитным картам. «Впервые вам не нужна большая сумма денег, чтобы открыть двери в политический процесс, — говорит Кэрол Дарр. — Это меняет всё».

### Активизм корпораций
Корпорации и объединения также используют техники интернет-активизма, чтобы привлечь сторонников. Кристофер Палмери в своей публикации для журнала Bloomberg Businessweek отметил: компании запускают сайты, чтобы способствовать формированию позитивного имиджа организации у общественности, оказывать давление на конкурентов, влиять на взгляды представителей целевых аудиторий и лоббировать свои интересы.
Пример — компания American Apparel, выпускающая одежду. Компания разместила в интернете веб-сайт программы Legalize LA, которая пропагандирует иммиграционную реформу через блог, рекламу в интернете, ссылки на газетные заметки и образовательные материалы. Несогласные откликнулись размещением видео на YouTube и запуском сайта, призывающего бойкотировать программу American Apparel.
Ещё один пример — проект ActivistCash.org, который «обеспечивает доступ к подробной и актуальной информации об источниках финансирования радикальных анти-потребительских организаций и активистов». Веб-сайт создан при участии американского Центра за свободу потребителей — «объединения ресторанных сетей, производителей продуктов питания и потребителей», многие из которых представляют целевую аудиторию организаций, деятельность которых освещается на сайте. Этот способ распространения информации называется «астротурфинг» и является противоположностью «низовому активизму» по причине того, что такие движения в значительной степени финансируются частными лицами. Из последних примеров — «Марш налогоплательщиков» в Вашингтоне 12 сентября 2009 года, организованный через сайт FreedomWorks.org, и выступления Коалиции по защите прав пациентов против всеобщего бесплатного медицинского обслуживания.

## Критика
Критики утверждают, что интернет-активизм не избежал проблем, связанных с цифровым неравенством, в том числе его глобальной формой. Говорят также о непропорциональной представленности в нём тех, кто ограничен в доступе к современным средствам коммуникации.
Другая проблема, которую затрагивает учёный-юрист Касс Санштейн, заключается в том, что политические дискуссии онлайн приводят к «кибербалканизации» — фрагментации пространства Всемирной паутины и поляризации подгрупп, вместо того чтобы способствовать достижению консенсуса. Один и тот же канал коммуникации, позволяя людям получать доступ к большому количеству источников информации, в то же время даёт им возможность акцентировать внимание на тех источниках, чья позиция им близка, при этом все остальные ресурсы игнорируются.
«Эффект эхо-камеры гораздо проще получить в тех формах политического взаимодействия, которые используют компьютер в качестве посредника, чем в тех способах политической коммуникации без привлечения компьютера, которые существовали ранее, — сказал Санштейн в интервью газете The New York Times. — Разговор может идти о стратегиях поведения кандидатов, об описании их предвыборной гонки, о том, как хорош „наш“ кандидат и как плохи другие, и всё это будет походить на дебаты. Речь не идёт о том, что стоит вводить цензуру, но такое положение дел может привести к усилению экстремизма и возникновению трудностей на пути к взаимопониманию».
С другой стороны, «Интернет связывает всех воедино: не только сторонников антивоенного движения самых широких взглядов — от участников коалиции ANSWER („Act Now to Stop War and End Racism“) до вечно занятых семейными делами домохозяек (возможно, делающих выбор в пользу организации MoveOn), но и приверженцев консервативных взглядов», — считает Скотт Дьюк Харрис, колумнист газеты The San Jose Mercury News.
Барбара Эпштейн, профессор Калифорнийского университета (Санта-Крус, США), обращает внимание на ещё одну проблему, которая заключается в следующем: «Благодаря интернету люди, разделяющие общие взгляды, могут общаться друг с другом. Это ведёт к формированию у них впечатления, что они являются частью гораздо больших сетей, чем есть на самом деле». Эпштейн предостерегает: обезличенный характер коммуникации в интернете наносит удар по непосредственному контакту между людьми, который всегда играл ключевую роль в общественных движениях.
Известный политический активист Ральф Нейдер утверждает, что «интернет слабо справляется с выполнением функции побуждения к действию», указывая при этом на тот факт, что Конгресс США, Пентагон и различные объединения «не испытывают особых опасений по поводу использования гражданами интернета». Этан Цукерман обратил внимание на феномен «диванного активизма» и на тот факт, что интернет-активизм «обесценил» важность тех проблем, на решение которых он направлен.